# Cuidado parental em humanos

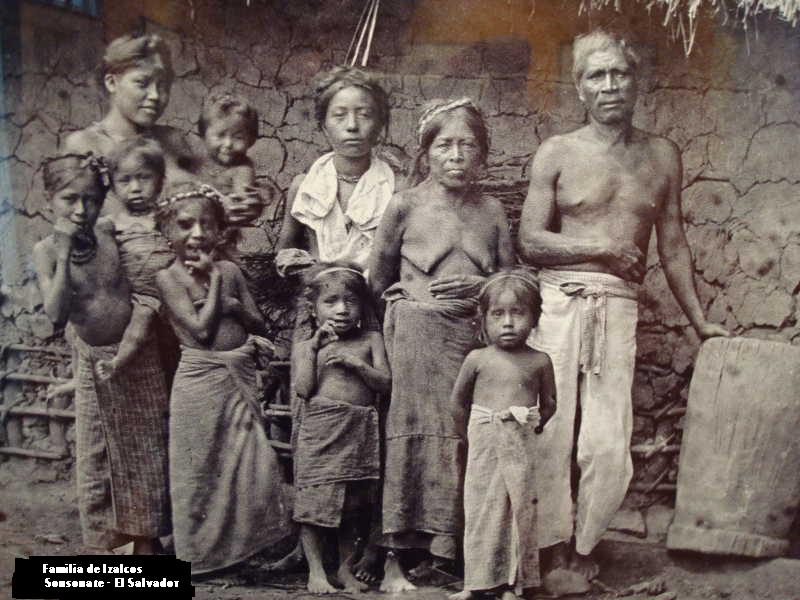
Família indígena demonstrando os cuidados aos filhos.

O cuidado parental é definido como qualquer comportamento realizado pelos pais em relação à prole que resulte em aumento da sobrevivência ou fitness da prole e cause um custo para os pais. O cuidado parental é bastante intenso entre os mamíferos, dessa forma, espera-se que humanos tenham dedicação parental igualmente intensa.

## Cuidado parental em humanos
O cuidado parental diz respeito a qualquer comportamento que aumente a aptidão da prole, em relação a sua sobrevida e taxa de reprodução. O cuidado parental deve ser compreendido a partir de mecanismos inatos, selecionados ao longo da história da espécie, os quais evoluíram simultaneamente com o grau do desenvolvimento dos filhotes. E também por variáveis sociais e ambientais, entendidas como pressões culturais, que atuam sobre e são influenciadas pelas bases biológico-adaptativas do comportamento parental, modulando sua expressão individual . Considera-se haver um equilíbrio entre investimento parental e estado inicial de desenvolvimento. O equilíbrio ótimo do custo-benefício resultante depende de como a relação entre o cuidado parental e a aptidão da descendência é modelada e como os dois custos de sobrevivência e reprodução futura interagem. Essa relação pode ser caracterizada nas diferentes espécies como altricial, precoce ou misto:
Espécies altriciais - o período de gestação é curto e os filhotes nascem bastante imaturos do ponto de vista dos sistemas sensorial e termorregulador, e necessitam de cuidados diretos para se alimentar e sobreviver. Ex. Pássaros. 
Espécies precoces – Possuem período de gestação longo e os filhotes nascem com capacidades adaptativas especializadas – como a visão, audição, sistema termorregulador e motor as quais lhes garantem maior autonomia e, portanto, demandam um cuidado parental menos intenso e prolongado, com menor dispêndio de energia para os cuidadores.
Ex. Cervos, veados e antílopes.
Espécies mistas - A gestação é longa e o recém-nascido apresenta um equipamento neurossensorial inato especializado, possuindo inúmeras habilidades, mas, ao mesmo tempo, depende de um adulto para garantir sua sobrevivência. Tais espécies exigem cuidados intensos e prolongados, dado o fato de nascerem imaturos, mas são capazes de ativamente desencadear e regular os cuidados parentais desde o momento do nascimento. Os humanos enquadram- se nessa categoria.
Ex. Humanos e outros primatas
Outro fator que interfere no cuidado parental consiste no equilíbrio entre o esforço para o acasalamento (gastos na procura de oportunidades reprodutivas), o esforço no nascimento e no cuidado da prole. Assim, pode-se afirmar que o grau de investimento no acasalamento e no cuidado parental irá variar entre espécies e entre machos e fêmeas, conforme as características de desenvolvimento dos filhotes e das características ecológicas presentes. Em humanos, as mulheres despendem um gasto energético muito mais alto para a reprodução e cuidado com a prole que o homem, por meio da gravidez e lactação, o que lhes garante uma estratégia diferenciada em relação a estes. Além disso, mães e pais investem de forma diferenciada na prole. Uma vez que o fornecimento de cuidado está condicionado à certeza da maternidade/paternidade. E o fato de a gestação ocorrer no organismo materno garante à mãe a certeza de estar investindo em seus descendentes, enquanto que para o pai essa certeza é mais difícil de ser obtida. Em humanos os termos maternidade e paternidade designam muito mais do que mera capacidade biológica de gerar descendentes, designam também responsabilidades sociais que apresentam conotações distintas conforme o gênero. De forma que os papéis de pai e mãe englobam significados que são construções socioculturais, por isso, são fortemente influenciados pela constituição das identidades e dos papéis de gênero, mas também apresentam aspectos biológicos, isto é, características que foram selecionadas na história de evolução da espécie. Atualmente existem várias formas e alternativas para cuidar dos filhos. No entanto, durante a maior parte da nossa história enquanto espécie, a mãe teve papel decisivo no cuidado à criança durante os anos iniciais de vida. Portanto, o componente biológico do comportamento é mais bem compreendido mediante análise do contexto no qual está inserido; ao mesmo tempo em que a construção cultural deste comportamento é mais bem entendida, em relação à disposição inata do homem de se organizar em grupos cooperativos para suprir necessidades biológicas de cuidado, alimentação e proteção. 

## Teoria do apego
A Teoria do apego é um modelo que pressupõe que os comportamentos de apego do recém-nascido seriam filogeneticamente estabelecidos. E a relação com um cuidador responsivo, estabeleceria um modelo de funcionamento interno caracterizado por um sentimento básico de segurança relativamente estável, que, por sua vez, determinaria, em grande parte, as relações do indivíduo com o mundo e consigo mesmo em etapas futuras do desenvolvimento . 
No entanto alguns autores apontam algumas fragilidades desse modelo, entre elas:(a) o fato de que algumas das características do que se chama sistema de apego, como os comportamentos que resultam em proximidade do cuidador, tenham valor de sobrevivência, não significa que esses comportamentos não possam sofrer influências de determinantes ligados ao desenvolvimento e ao ambiente; e (b) estímulos sociais gerados pelo comportamento dos pais e do bebê têm diferentes funções (i.e.: eliciadora, estabelecedora/motivadora, reforçadora e discriminativa). Assim, o modelo teórico do Apego parece reduzir a complexidade de tais funções .

## Cuidado maternal em humanos

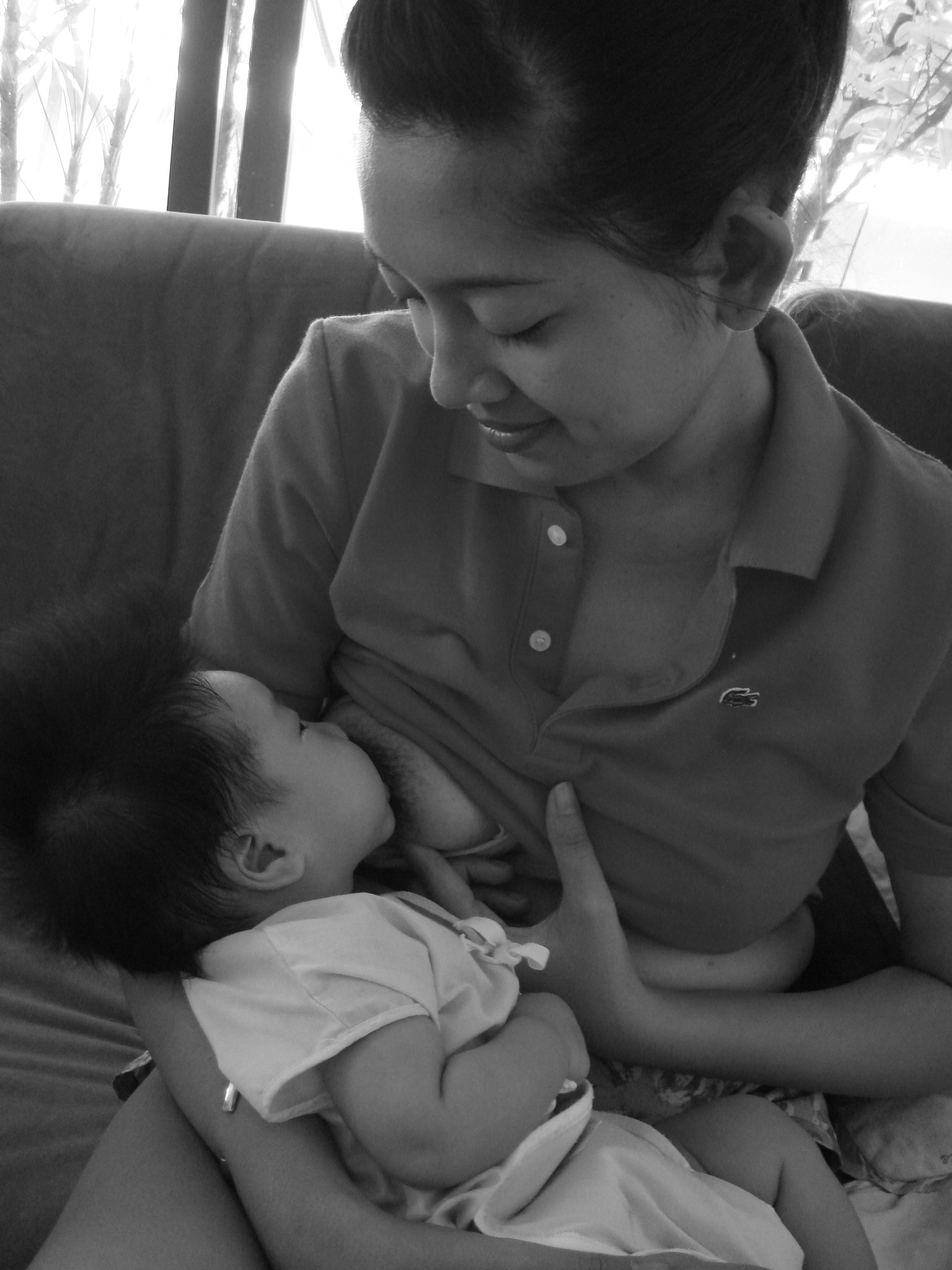
A amamentação faz parte do processo de construção de um vínculo afetivo forte entre mãe e filho.

A ligação entre mãe e filho pode ser facilmente explicada pelos processos básicos envolvidos na maternidade, como as fortes estimulações ligadas à gestação, ao parto e à amamentação, que seriam desencadeantes de uma série de respostas comportamentais, contribuindo para a formação de um vínculo positivo . Além disso, sabe-se que o recém-nascido possui características que facilitam esta relação, principalmente pela amamentação, em que há um contato direto com a mãe por meio do olhar, vocalização, toque e o calor do corpo. Apesar da presença do pai nas famílias, as mães se caracterizam como as principais cuidadoras e, consequentemente, a primeira figura de apego durante o primeiro ano de vida do lactente . Segundo a literatura  tal fato encontra respaldo na explicação da história filogenética da espécie, uma vez que o ser humano é um mamífero e o aleitamento materno é um dos responsáveis pela dependência do bebê em relação a figura materna  
O cuidado maternal (em termos de alimentação, proteção, educação e afeto) é um dos principais determinantes da sobrevivência infantil em seres humanos e certamente evoluiu juntamente com a sobrevivência infantil durante a evolução humana . A influência do cuidado materno na história da vida humana pode ser captada pelo conhecimento empírico da sobrevivência materna para assegurar a sobrevivência da criança da infância até a maturidade . 

## Cuidado paternal em humanos

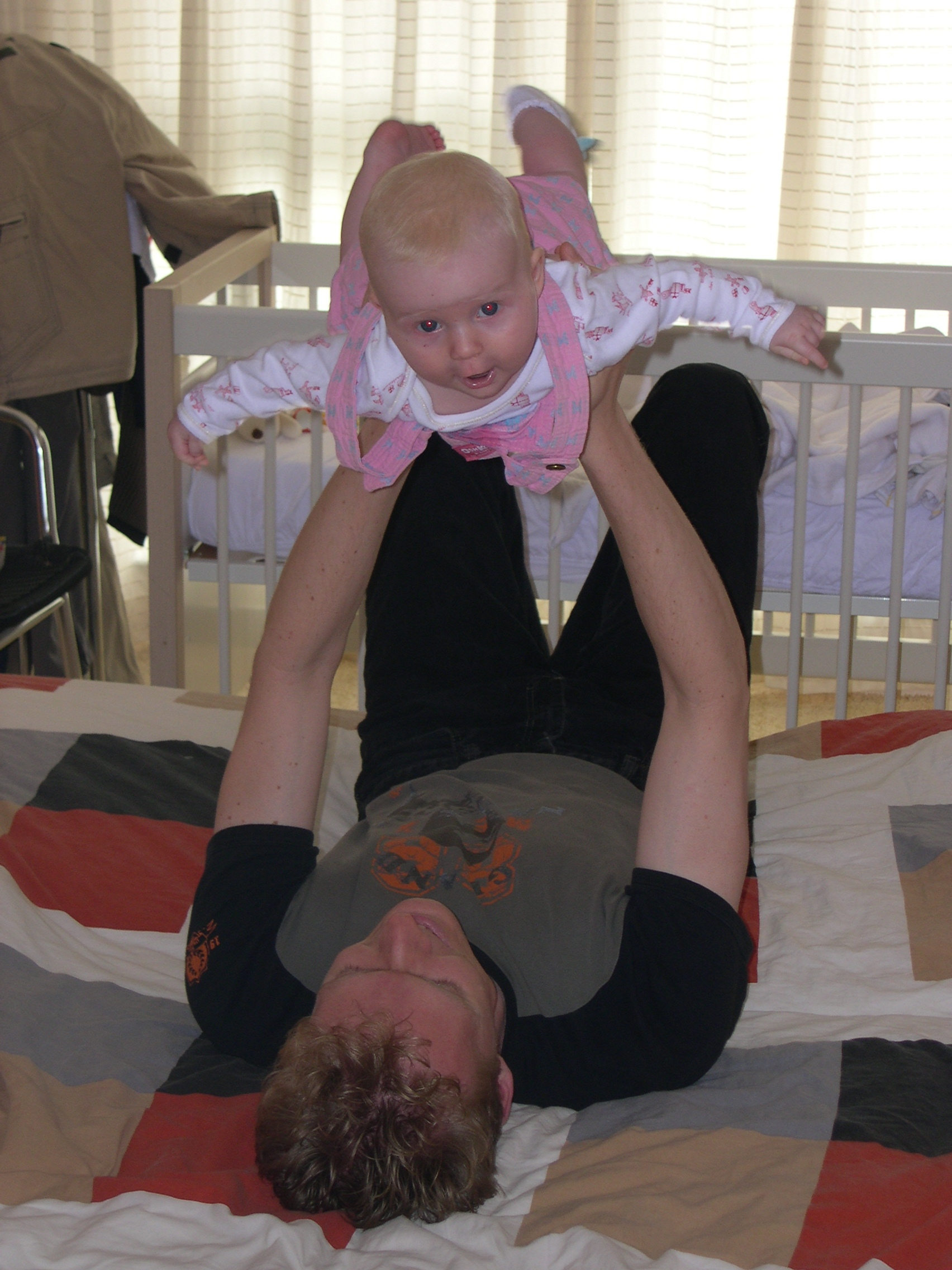
O pai desempenha papel fundamental no cuidado aos filhos, incluindo o senso de segurança, capacidade exploratória e competitividade, entre outros

O cuidado paternal é um conjunto de comportamentos realizados por um homem maduro, que não seria realizado na ausência dos jovens. Esses comportamentos são dirigidos ao bebê e têm um efeito positivo no desenvolvimento, crescimento, bem-estar ou sobrevivência do bebê. Eles podem incluir carregar, cuidar, brincar, compartilhar alimentos, alimentação, limpeza, recuperação, defesa e ensino. Alguns desses comportamentos podem continuar além da fase de desenvolvimento quando são necessários para a sobrevivência infantil. Isto é assim porque os primatas infantis, ao contrário de outros mamíferos, experimentam um longo período de dependência durante o qual requerem assistência significativa . 
O papel do pai é tão importante quanto o da mãe no desenvolvimento infantil, sendo que cada um funciona em polos distintos. O primeiro, caracterizado pela relação de anexo exercida pela mãe (o conforto), asseguraria a proximidade física para permitir que o pai respondesse às necessidades básicas da criança. Já o segundo, exercido pelo pai (ativação), permitiria a autodescoberta das próprias capacidades da criança, ambos facilitando a exploração do ambiente e permitindo o desenvolvimento de uma autoimagem positiva e confiança no pai . O contato entre pai e criança se dá em maior escala física, aumenta com a idade e tende a ser mais intenso em locais públicos . . E as interações pai-criança ocorrem primariamente por meio da brincadeira, mais especificamente a turbulenta, encorajando a obediência e o desenvolvimento de competências competitivas nas crianças .
As especificidades dessas interações pai criança podem interferir também no desenvolvimento motor das crianças. Um estudo realizado verificou a existência de uma relação entre o apoio/ cuidado paterno e o desenvolvimento neuropsicomotor da criança. Segundo os autores, o pai, além do provimento de condições materiais, ao proporcionar apoio emocional à mãe através de amor e companheirismo, auxilia na manutenção de um clima de harmonia e satisfação para a família, promovendo um desenvolvimento saudável para a criança. Além disso, o suporte que ele fornece à esposa influi no afeto materno, gerando um efeito protetor e melhorando a autoestima da mulher em sua função materna . 
As sociedades humanas variam na expressão do cuidado paternal, desde a completa ausência ou distanciamento até a grande intimidade e atenção direta. Uma gama de variação manifestada mesmo dentro das sociedades. Em uma extremidade, os pais Ach'e das florestas paraguaias raramente mantêm ou interagem com bebês e crianças pequenas . Na outra extremidade, os pigmeus Aka estão fortemente envolvidos no cuidado paternal, gastando até 22% de seu tempo segurando crianças pequenas . Sociedades de países desenvolvidos e em desenvolvimento, com diferentes níveis de industrialização, enquadram-se neste amplo espectro de expressão do cuidado paterno e a variabilidade intercultural da paternidade parece estar associada à ecologia local e ao ambiente social .